# Bucerius institut pro výzkum současné německé historie a společnosti
Bucerius institut pro výzkum současné německé historie a společnosti (Bucerius Institute for Research of Contemporary German History and Society) při Haifské univerzitě byl založen v roce 2001 nadací Zeit-Stiftung Ebelin und Gert Bucerius a jejím předsedou prof. Manfredem Lahnsteinem dr.h.c. Institut se věnuje otázkám z oblasti výzkumu společnosti a historie současného Německa. Zakladatelkou a první ředitelkou institutu byla Prof. Yfaat Weiss. V roce 2008 se ředitelem institutu stal Dr. Amos Morris-Reich.

## Výzkum
Institut podporuje výzkum soudobých dějin a sociální, kulturní a politické reality v Německu a pracuje s cílem podpořit větší obeznámenost a pochopení moderního Německa v akademické obci. To dále usnadňuje akademickou výměnu mezi Německem, Evropou a Izraelem.
Témata, kterými se institut zabýval v posledních deseti letech zahrnují koncepty jako identita, migrace, integrace, multikulturalismus, občanství a liberalismus, rasa, vizuální dějiny a dějiny vědy v německém, izraelské a evropském kontextu. Bucerius institut má za cíl zapojení různých vědních oborů a metod, historických období a geografických kontextů do výzkumu současného Německa tak, aby se do popředí dostaly aspekty moderní německé a židovské historie, které napomohou odhalit komplexitu soudobých německých dějin.
Ústav se stal důležitým zdrojem informací o specifickém vývoji v poválečném Německu a obecně v Evropě. Tyto informace jsou pravidelně využívány studenty a vědci z Univerzity Haifa a širokou veřejnosti.

## Aktivity pro akademickou obec a veřejnost
Institut každoročně pořádá konference, semináře a přednášky, jako například "Queer experiences during the Third Reich and the Holocaust" a "Perspectives on Contemporary Iran and Iranian Culture in Germany and Israel". Kromě toho hostil institut významné osobnosti německého veřejného života jako např. Ritu Süssmuth, Josefa Joffeho a Wolfa Biermanna, který přednášel během speciální akce v institutu.
Institut také pořádá speciální akce jako jsou filmové festivaly a hudební pořady, které zaujaly publikum i mimo univerzitu. V roce 2007 spoluorganizoval institut DEFA/ NDR filmový festival na téma "German Cinema from Behind the Iron Curtain" a v roce 2008 hostil hudební drama s názvem "The Myth and the Real Life of Marlene Dietrich".

## Stipendia a akademické výměny
Bucerius institut má výměnný program pro student magisterského a doktorského studia, které podporuje formou grantů a stipendií.Pod záštitou institutu se konaly semináře a přednášky četných vědců. Ústav přispívá k výzkumu současného Německa v Izraeli a spolupracuje s vědci z Izraele a ze zahraničí.
Bucerius institut udržuje partnerství s několika mezinárodními výzkumnými institucemi, jako je například Leo Baeck Institute, German-Israeli Foundation (GIF) for Scientific Research and Development, Simon Dubnow Institut für Jüdische Geschichte und Kultur, Institut für die Geschichte der deutschen Juden, dem Hamburger Institut für Sozialforschung, výzkumnou skupinou "Biologiedidaktik" při Univerzitě v Jeně jako s různými dalšími německými nadacemi v Izraeli, a jinými akademickými pracovišti v Německu a Izraeli.

## Publikace
V březnu 2005 Bucerius institut publikoval knihu "Memory and Amnesia: The Holocaust in Germany", kterou editovali Gilad Margalit a Yfaat Weiss v hebrejském jazyce. Tento sborník představuje výsledný produkt týdenního semináře, který institut organizoval v letech 2001/2002 ve spolupráci s předními vědci zabývajícími se holocaustem z Izraele, Německa, Evropy a Spojených států. V rámci semináře se používala historiografie,literární žánry a kinematografie k analýze narativu oběti, pachatele a spolupachatele v pracích zabývajících se holocaustem. Dále byly vydány některé eseje o reemigraci z konference "Europe and Israel: What Next?" v ročence Leo Baeck Institute z roku 2004. Kromě toho publikoval institut výsledky konference "Deadly Neighbors" ve vydání časopisu "Mittelweg 36. Zeitschrift für des Hamburger Instituts Sozialforschung". Existují také četné publikace členů asociovaných v institut zabývající se současnou historií Německa a vztahy mezi Židy a Nežidy v Německu, Evropě a Izraeli.